# Metal: A Headbanger’s Journey
Metal: A Headbanger’s Journey – kanadyjski film dokumentalny w reżyserii Sama Dunna we współpracy z Scotem McFadyenem oraz Jessiką Wise. W roli głównej wystąpił Sam Dunn, kanadyjski antropolog, który podróżując po świecie przeprowadził wywiady z przedstawicielami różnych gatunków i stylów heavy metalu. 
Film zadebiutował w 2005 roku na Międzynarodowym Festiwalu Filmowym w Toronto. Rok później obraz ukazał się na płytach DVD.

## Obsada
| Muzycy - Tom Araya (Slayer) - Kerry King (Slayer) - Alice Cooper - Bruce Dickinson (Iron Maiden) - Ronnie James Dio (Black Sabbath, Dio) - Tony Iommi (Black Sabbath) - Angela Gossow (Arch Enemy) - Geddy Lee (Rush) - Tom Morello (Rage Against the Machine) - James „Munky” Shaffer (Korn) - Rob Zombie (White Zombie) - Chris Adler (Lamb of God) - Randy Blythe (Lamb of God) - Lemmy Kilmister (Motörhead) - Vince Neil (Mötley Crüe) - Dee Snider (Twisted Sister) - George Fisher (Cannibal Corpse) - Alex Webster (Cannibal Corpse) - Doro Pesch (Doro) - Vegard „Ihsahn” Sverre Tveitan (Emperor, Peccatum) - Tomas „Samoth” Haugen (Emperor, Zyklon) - Corey Taylor (Slipknot) - Joey Jordison (Slipknot) - John Kay (Steppenwolf) - Mercedes Lander (Kittie) - Morgan Lander (Kittie) - Jørn „Necrobutcher” Stubberud (Mayhem) - Rune „Blasphemer” Eriksen (Mayhem) - Jan Axel „Hellhammer” Blomberg (Mayhem, Arcturus) - Denis „Snake” Belanger (Voivod) - Denis „Piggy” D’Amour (Voivod) - Kristian „Gaahl” Eivind Espedal (Gorgoroth) |  | Inni - Bob Ezrin (producent muzyczny) - Deena Weinstein (socjolog) - Robert Walser (muzykolog) - Malcolm Dome (dziennikarz, pisarz, DJ) - Sam Guitor (fan) - Joe Bottiglieri (fan) - Chuck Klosterman (pisarz) - Eric Bryan (fan, basista) - Robert Kampf (założyciel Century Media Records) - Joey Severance (menadżer koncertowy) - Eddie Trunk (DJ) - Rob Jones (DJ) - Pamela Des Barres (groupie, pisarka) - Donna Gaines (socjolog) - Gavin Baddeley (pisarz) - Monte Conner (przedstawiciel Roadrunner Records) - Rolf Rasmussen (przedstawiciel kościoła Åsane) - Brian Slagel (właściciel Metal Blade Records) - Rose Dyson (pisarz) - Keith Kahn-Harris (pisarz) |

## Ścieżka dźwiękowa
Metal: A Headbanger’s Journey – ścieżka dźwiękowa z filmu ukazała się 23 maja 2006 roku nakładem U-Music-Canada. Na wydawnictwie znalazły się m.in. nagrania takich zespołów jak: Iron Maiden, Venom, Twisted Sister, Slayer, Emperor oraz Arch Enemy.
Lista utworów
| Nr  | Tytuł utworu                               | Długość |
| --- | ------------------------------------------ | ------- |
| 1.  | „Hallowed Be Thy Name” (Iron Maiden)       | 7:31    |
| 2.  | „Balls to the Wall” (Accept)               | 5:43    |
| 3.  | „Heaven and Hell” (Black Sabbath)          | 6:55    |
| 4.  | „Laid to Rest” (Lamb of God)               | 3:50    |
| 5.  | „Summertime Blues” (Blue Cheer)            | 3:47    |
| 6.  | „Working Man” (Rush)                       | 7:09    |
| 7.  | „Killed by Death” (Motörhead)              | 4:38    |
| 8.  | „Am I Evil” (Diamond Head)                 | 7:40    |
| 9.  | „We're Not Gonna Take It” (Twisted Sister) | 3:40    |
| 10. | „Bloodlust” (Venom)                        | 2:59    |
| 11. | „Disciple” (Slayer)                        | 3:35    |
| 12. | „Silent Wars” (Arch Enemy)                 | 4:14    |
| 13. | „(Sic)” (Slipknot)                         | 3:19    |
| 14. | „Needled 24/7” (Children of Bodom)         | 4:08    |
| 15. | „Decency Defied” (Cannibal Corpse)         | 2:59    |
| 16. | „Inno a Satana” (Emperor)                  | 4:02    |
|     |                                            | 1:16:09 |